# Фервју (Алберта)
Фервју (енгл. Fairview) је малена варошица у северном делу канадске провинције Алберта у оквиру статистичке регије Северна Алберта. Варошица се налази 116 км северније од града Гранд Прери и 82 км југозападно од вароши Пис Ривер.
Насеље Фервју добило је статус села 1929, а 1949. и статус варошице. 
Према подацима пописа становништва из 2011. у варошици су живела 3.162 становника у 1.322 домаћинстава, што је за 4,1% мање у односу на 3.297 житеља колико је регистровано приликом пописа 2006. године.

## Становништво
| 2006. | 2011. |
| ----- | ----- |
| 3.297 | 3.162 |